# 脱氧尿苷
脱氧尿苷（Deoxyuridine）是一种属于核苷的化合物。脱氧尿苷与尿苷相似，但少了一个位于核糖2'位置上的氧原子，因此称为脫氧尿苷。